# Eleanor Catton
Eleanor Catton (London (Ontario), 24 september 1985) is een in Canada geboren Nieuw-Zeelands auteur. Haar tweede roman, Al wat schittert, speelt zich af in de 19e-eeuwse goudvelden bij Hokitika op het Nieuw-Zeelandse Zuidereiland en won in 2013 de Booker Prize. Eleanor Catton was op dat moment 28 jaar oud en daarmee de jongste schrijver die ooit deze prestigieuze prijs won. Met 832 pagina's was Al wat schittert tevens de omvangrijkste winnaar van de prijs ooit. 

### Nederlandse vertalingen
- 2008 De Repetitie  (Anthos) Vertaling van The Rehearsal door Rob van Essen
- 2013 Al wat schittert (Anthos) Vertaling vanThe Luminaries door Gerda Baardman en Jan de Nijs
- 2023 Het woud van Birnam (Ambo Anthos) Vertaling van Birnam Wood door Gerda Baardman

- Bibsys: 10019219
- Biblioteca Nacional de España: XX5310810
- Bibliothèque nationale de France: cb16516057g (data)
- Catàleg d'autoritats de noms i títols de Catalunya: 981058508175206706
- CiNii: DA17998576
- Gemeinsame Normdatei: 139183302
- International Standard Name Identifier: 0000 0001 2018 719X
- Library of Congress Control Number: n2009061714
- Nationale Bibliotheek van Letland: 000215410
- Nationale Bibliotheek van Tsjechië: jo2011639653
- Nationale Bibliotheek van Israël: 987007313958805171
- Nationale en Universitaire bibliotheek Zagreb: 000651595
- Nederlandse Thesaurus van Auteursnamen: 320425053
- Réseau des bibliothèques de Suisse occidentale: 02-A017405237
- Istituto Centrale per il Catalogo Unico: USMV934748
- LIBRIS: 343191
- Système universitaire de documentation: 138487324
- Trove: 1598223
- Virtual International Authority File: 100695642
- WorldCat: E39PBJtH7rdw3k3Yvh8jKRpXVC